# Diaphananthe dorotheae
Diaphananthe dorotheae là một loài thực vật có hoa trong họ Lan. Loài này được (Rendle) Summerh. mô tả khoa học đầu tiên năm 1949.